# Johan Lindström (Eishockeyspieler, 1975)
Johan Lindström (* 17. Februar 1975 in Valbo) ist ein ehemaliger schwedischer Eishockeyspieler, der sechs Spielzeiten in der Elitserien und eine in der Deutschen Eishockey Liga verbracht hat. Sein Bruder ist der ehemalige schwedische Eishockeyspieler Jimmy Lindström.

## Karriere
Im Alter von 17 Jahren kam Johan Lindström erstmals zu Profieinsätzen bei Gävle Godtemplares IK in der damals zweitklassigen Division 1. Nach drei Jahren wechselte er 1995 zu Tingsryds AIF. Zu seinem Debüt in der Elitserien kam Lindström in der Saison 1996/97 mit der Mannschaft von Brynäs IF. In seiner dritten Spielzeit erreichte er mit seiner Mannschaft das Finale der Playoffs gegen MODO Hockey. Dort setzte sich Lindström mit Brynäs IF in fünf Spielen durch und wurde Schwedischer Meister. Im nächsten Jahr traf man im Halbfinale erneut auf MODO Hockey und schied aus. Auch in der Saison 2000/01 stand Lindström im Kader von Brynäs IF.
Anschließend wechselte er zur Spielzeit 2001/02 zu den Iserlohn Roosters in die Deutsche Eishockey Liga. Dort verpasste Lindström die Playoffs und war im nächsten Jahr sowohl für Djurgårdens IF in der Elitserien als auch für HK Dynamo Moskau in der russischen Superliga aktiv. Zur Saison 2003/04 schloss er sich Mora IK aus der HockeyAllsvenskan an. Nach einer erfolgreichen Spielzeit konnte er mit seinem Team den Aufstieg in die Elitserien feiern. Anschließend beendete der Schwede seine Karriere.

## Erfolge und Auszeichnungen
- 1999 Schwedischer Meister mit Brynäs IF
- 2004 Aufstieg in die Elitserien mit Mora IK

## Karrierestatistik
(Legende zur Spielerstatistik: Sp oder GP = absolvierte Spiele; T oder G = erzielte Tore; V oder A = erzielte Assists; Pkt oder Pts = erzielte Scorerpunkte; SM oder PIM = erhaltene Strafminuten; +/− = Plus/Minus-Bilanz; PP = erzielte Überzahltore; SH = erzielte Unterzahltore; GW = erzielte Siegtore; 1 Play-downs/Relegation; Kursiv: Statistik nicht vollständig)